# Braunfelsia plicata
Braunfelsia plicata là một loài Rêu trong họ Dicranaceae. Loài này được (Sande Lac.) Broth. mô tả khoa học đầu tiên năm 1901.